# 古亭站

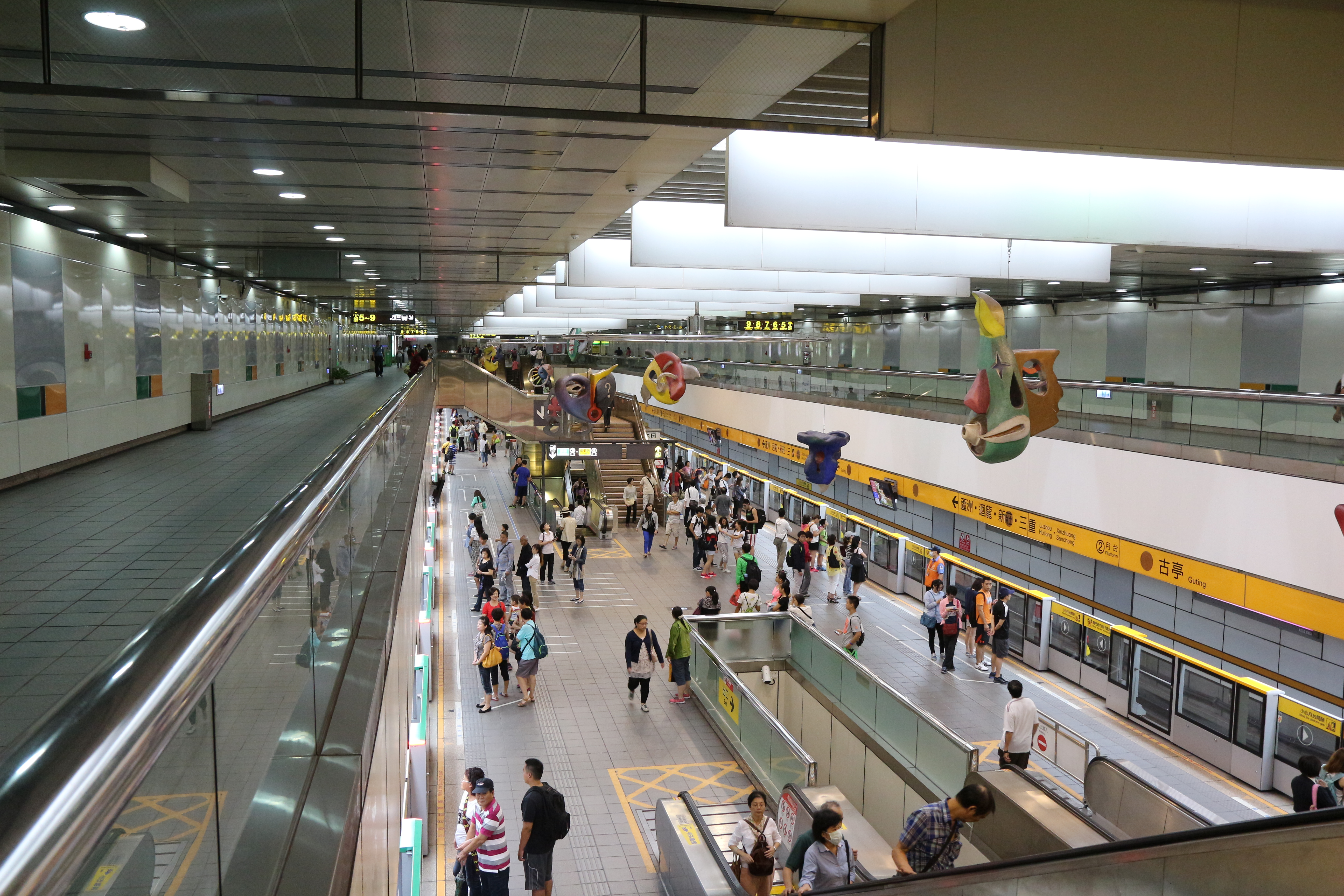
穿堂層與月台層

古亭站位於台北市中正區、大安區交界處，為台北捷運松山新店線（新店線）與中和新蘆線（中和線、新莊線）交會的捷運車站。已廢止的臺灣鐵路管理局新店線亦曾設有古亭車站，惟位置與捷運站現址不同。

## 車站概要
車站位於羅斯福路二段下方，杭州南路口與同安街口間（中間為和平東西路口），站區位在大安區古莊里、錦華里與中正區板溪里、頂東里、南福里交界處。站名取自附近地名、臺鐵新店線原站名、傳統聚落名「古亭」。1998年捷運通車時本站英譯以威妥瑪拼音拼作「Kuting」。車站編號方面，松山新店線為G09，中和新蘆線為O05。
2012年中和新蘆線貫通時，松山線尚未完工，新店線仍與淡水線直通行駛，因此新店線月臺的路線指標及中和新蘆線列車到站的轉乘廣播都曾以淡水線為主，直到2014年11月松山線通車。

## 車站構造
地下三層車站，月台型式採島式疊式月台，為跨月台轉車站，兩個島式月台分別位於地下第二層及第三層兩月台層間上下平行重疊，九個出入口，本站設有半高式月台門。

### 車站樓層
| 地面      | 出入口                                           | 出入口                                            |
| 地下 一樓 | 大廳層                                           | 車站大廳、詢問處、自動售票機、驗票閘門            |
| 地下 一樓 | 大廳層                                           | 洗手間（站體南側付費區外）                        |
| 地下 二樓 | 一月台                                           | 松山新店線 往松山方向（G10 中正紀念堂站）→        |
| 地下 二樓 | 島式月台，松山新店線右側開門，中和新蘆線左側開門 |                                                   |
| 地下 二樓 | 二月台                                           | 中和新蘆線 往迴龍／蘆洲方向（O06 東門站）→        |
| 地下 三樓 | 三月台                                           | ← 松山新店線 往新店／終點站方向（G08 台電大樓站） |
| 地下 三樓 | 島式月台，松山新店線左側開門，中和新蘆線右側開門 |                                                   |
| 地下 三樓 | 四月台                                           | ← 中和新蘆線 往南勢角方向（O04 頂溪站）           |

- 1998年12月24日中和線通車起，所有列車皆停靠新店線之一、三月台。2012年9月30日起中和新蘆線貫通後，中和線改停二、四月台。[6]
- 2013年11月24日信義線通車後，一月台往淡水方向不變，原往北投方向「北投－台電大樓」列車已取消更改為往西門方向。往西門列車抵達一月台後，會以廣播提醒「往北投與台北車站方向的旅客先搭乘本列車再至中正紀念堂對面月台轉乘。」。此情形已隨松山新店線貫通而取消。
- 2014年11月15日松山線通車後，一月台行駛列車透過原小南門線行經小南門站與西門站後開往松山站，不再開往淡水站。所有往淡水線乘客不論在一月台登上任何列車都必須於中正紀念堂站換車，早期於列車抵站時設有「往淡水、北投與台北車站方向的旅客先搭乘本列車再至中正紀念堂站對面月台轉乘。」的廣播，後來已經取消。

### 車站月台
- 本站月台可分為兩部分：一、三月台（松山新店線）；二、四月台（中和新蘆線）
- 一月台為「松山－新店」、「松山－台電大樓」兩種列車的上行（往松山方向）月台；三月台則為兩種列車的下行（往新店、台電大樓方向）月台。
- 二月台為「蘆洲－南勢角」與「迴龍－南勢角」兩種列車的上行（往蘆洲、迴龍方向）月台；四月台則為兩種列車的下行（往南勢角方向）月台。

本站最初是以松山新店線（新店線）與中和新蘆線（新莊線）的對面轉乘為目標，曾有一段時日新店線與小南門線在本站暫時共同標示為淡水線。松山線通車後，此種情形已經取消。

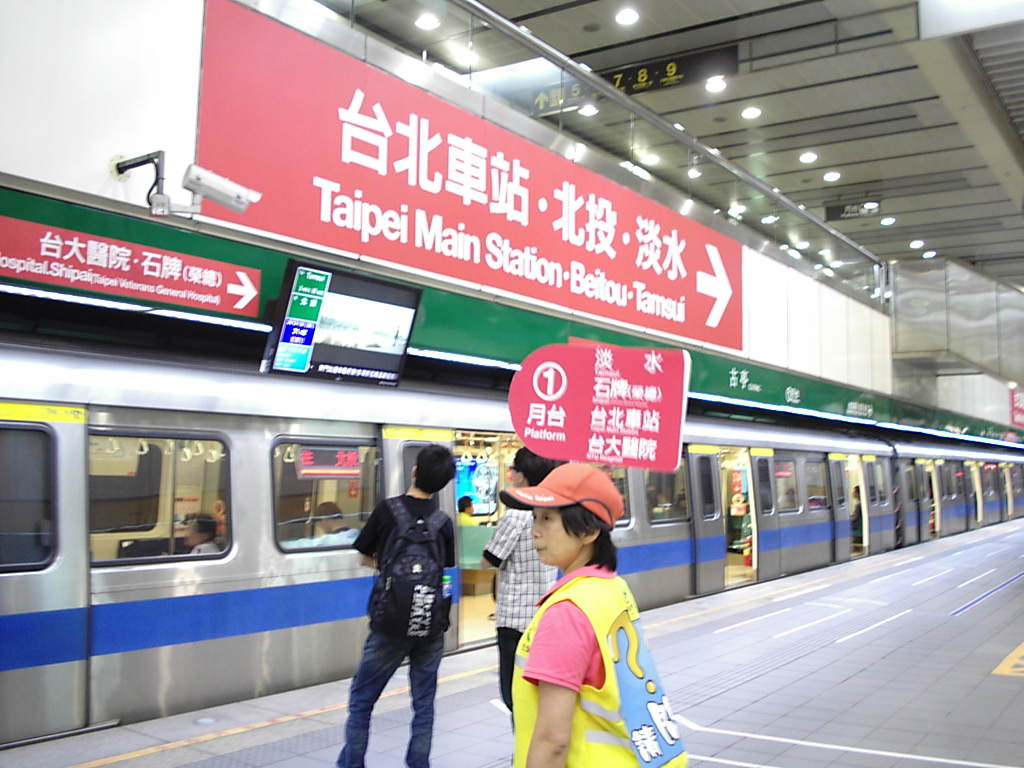
一月台（松山方向，為松山線通車，不再開往臺北車站、北投、淡水方向）
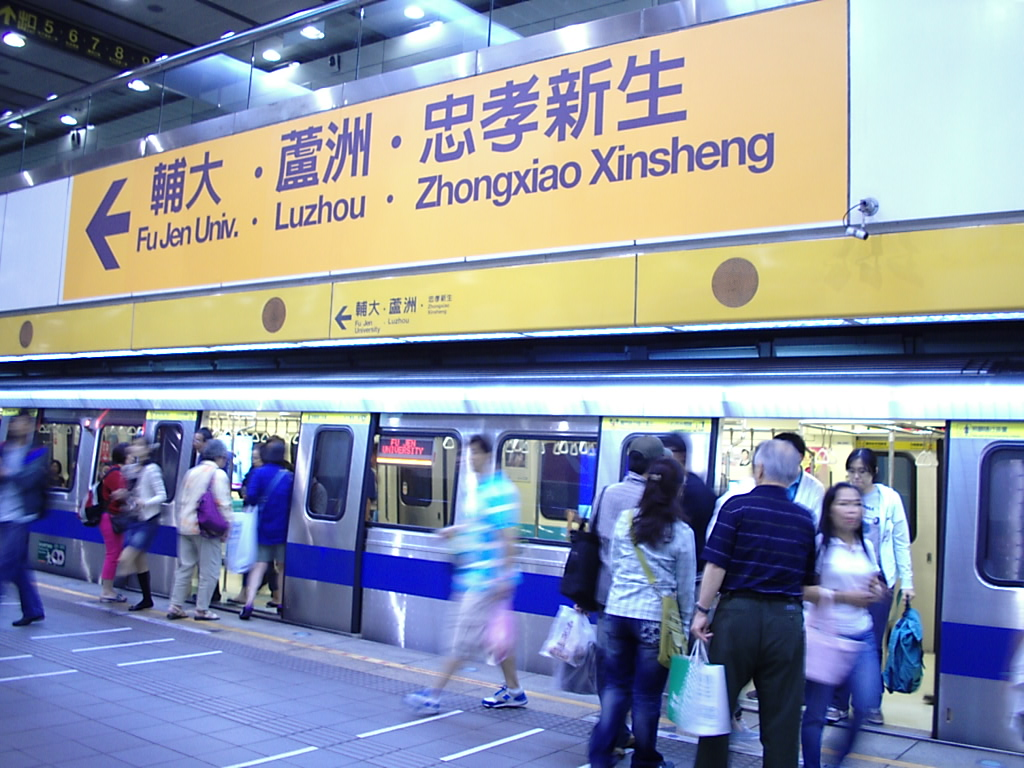
二月台（蘆洲／迴龍方向，為輔大延伸至迴龍）
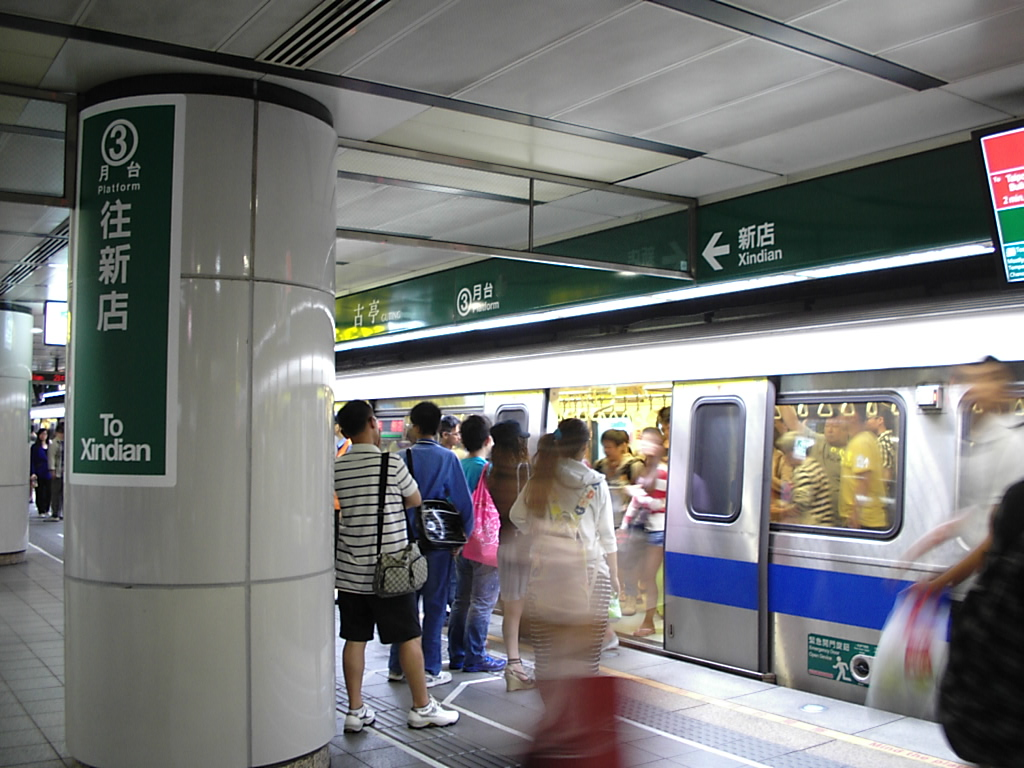
三月台（新店／台電大樓方向）
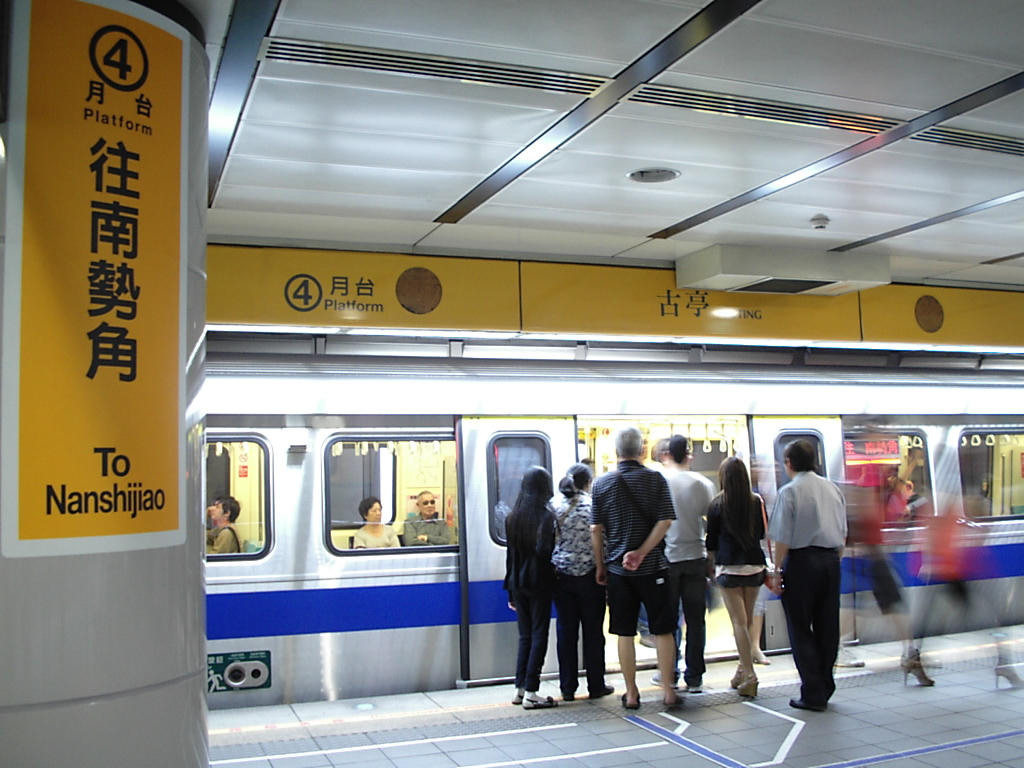
四月台 （南勢角方向）

### 車站出口
出口1、4位於車站南端、出口5、9位於車站北端，無障礙電梯位於出口1，其中出口1是台北捷運所有車站中唯二僅設電梯，而不設階梯或電扶梯的出入口。南、北兩邊的通風口與聯合開發大樓共構。2016年8月25日起，台北市政府捷運工程局開始在古亭站進行三階段分期實施的出口電扶梯增設工程，第一階段的5號出口於當日起暫時封閉，2017年6月5日正式啟用下行電扶梯。第二階段的3號出口則規劃於同年6月12日開始封閉施工，而第三階段的電扶梯增設出口定為3號出口。
| 出入口                      | 圖片 | 位置                                           |
| --------------------------- | ---- | ---------------------------------------------- |
| 出入口1 · 設有電梯          |      | 同安街（羅斯福路西側、同安街口）               |
| 出入口2 · 設有手扶梯        |      | 同安街（羅斯福路西側、同安街口）               |
| 出入口3 · 設有手扶梯        |      | 古亭市場（羅斯福路東側）                       |
| 出入口4                     |      | 師範大學（羅斯福路東側、和平東路口）           |
| 出入口5 · 設有電梯          |      | 和平東路一段（和平東路北側、羅斯福路口）       |
| 出入口6                     |      | 杭州南路（羅斯福路東側、杭州南路口）           |
| 出入口7 · 設有手扶梯        |      | 國語日報（羅斯福路西側、杭州南路口）           |
| 出入口8                     |      | 南昌路、和平西路一段（和平西路北側、南昌路口） |
| 出入口9                     |      | 大都市國際中心（羅斯福路西側、和平西路口）     |
| 註： 設有電梯 \| 設有手扶梯 |      |                                                |

## 歷史

### 臺北鐵道古亭町乘降場・臺鐵古亭車站
- 1928年8月20日：設置「古亭町乘降場」（日语：／〔〕 Koteichō－ ? [註 2]），因臨近古亭町而得名。[9]
- 戰後新店線鐵路由臺鐵接手經營；站名由「古亭町」改為「古亭」。
- 1965年3月24日：隨著臺鐵新店線停駛而廢止。
- 站址位於今捷運古亭站西南邊的汀州路上，約略為同安街與汀州路二段交叉口西北角。月台尚存，被改為人行道。

### 台北捷運古亭站
- 1998年12月24日：新店線月台隨捷運「車站－南勢角」段[10] 正式通車而啟用[11]（p. 328）。
- 1999年11月11日：捷運新店線自本站向南延伸通車至新店站[11]（p. 328）。
- 2003年：配合台北市政府改採漢語拼音為主要譯名標準的新政策，站名的官方英譯由原本威妥瑪拼音的Kuting Station改為Guting Station。[12]
- 2011年12月13日：當晚8時許頂溪站發生一名年約五十歲的男子跳軌，捷運公司立刻將「北投－南勢角」營運模式切成「古亭－南勢角」單線雙向行駛，並開放不載客的4號月台作為暫時端點站暨發車月台，8時30分恢復營運。
- 2012年9月30日：今中和新蘆線月台隨新莊線「忠孝新生—古亭」段正式通車而啟用，中和線列車改為直通新蘆線往來輔大、蘆洲、忠孝新生，不再透過新店線月台直通淡水線[11]（p. 332）。
- 2013年6月29日：中和新蘆線（新莊線）全線通車至迴龍站[11]（p. 227）。
- 2013年11月24日：隨信義線通車，原「北投－台電大樓」跨線區間車取消，小南門線於當日起延駛運行於本站新店線月台，運行區間為「西門－台電大樓」，不再開往北投站[11]（p. 228）。
- 2014年3月31日：新店線、中和線半高式月台門正式啟用。
- 2014年11月15日：隨松山線通車，1號月台透過原小南門線行駛至西門站後開往松山站，本站回復原本營運設定。
- 2015年2月10日：早上8時59分，一列往新店列車抵達本站時，該列車第五節車門在「中正紀念堂—古亭」段未確實關上，行控中心指示該列車以限速25公里並由本站站長警戒隨車至台電大樓站，實施清車不載客，該列車以過站不停模式迴送新店機廠檢修。
- 2016年8月25日：5號出入口配合增設電扶梯工程封閉施工[7]。
- 2017年6月5日：5號出口啟用新設下行電扶梯[8]。
- 2018年9月8日：地下道淹水。

## 利用狀況
依據2024年12月資料，古亭站每日約進出62,752人次，在台北捷運各站中排行第16名。

| 1998                                                                                 | 23,862                                                                           | 32,219     | 56,081     | [ 13 ] | 2,983    | 4,027    | 7,010    |
| 1999                                                                                 | 5,229,962                                                                        | 5,299,568  | 10,529,530 | [ 13 ] | 14,329   | 14,519   | 28,848   |
| 2000                                                                                 | 7,035,548                                                                        | 7,223,443  | 14,258,991 | [ 13 ] | 19,223   | 19,736   | 38,959   |
| 2001                                                                                 | 7,183,060                                                                        | 7,310,851  | 14,493,911 | [ 13 ] | [ 註 3 ] | [ 註 3 ] | [ 註 3 ] |
| 2002                                                                                 | 7,543,490                                                                        | 7,610,043  | 15,153,533 | [ 13 ] | 20,667   | 20,849   | 41,517   |
| 2003                                                                                 | 7,271,899                                                                        | 7,322,216  | 14,594,115 | [ 13 ] | 19,923   | 20,061   | 39,984   |
| 2004                                                                                 | 7,995,431                                                                        | 8,032,624  | 16,028,055 | [ 13 ] | 21,845   | 21,947   | 43,793   |
| 2005                                                                                 | 8,300,374                                                                        | 8,349,428  | 16,649,802 | [ 13 ] | 22,741   | 22,875   | 45,616   |
| 2006                                                                                 | 8,414,698                                                                        | 8,433,717  | 16,848,415 | [ 13 ] | 23,054   | 23,106   | 46,160   |
| 2007                                                                                 | 8,737,291                                                                        | 8,785,856  | 17,523,147 | [ 13 ] | 23,938   | 24,071   | 48,009   |
| 2008                                                                                 | 9,427,615                                                                        | 9,460,163  | 18,887,778 | [ 13 ] | 25,759   | 25,847   | 51,606   |
| 2009                                                                                 | 9,519,561                                                                        | 9,557,114  | 19,076,675 | [ 13 ] | 26,081   | 26,184   | 52,265   |
| 2010                                                                                 | 9,798,849                                                                        | 9,849,715  | 19,648,564 | [ 13 ] | 26,846   | 26,986   | 53,832   |
| 2011                                                                                 | 10,024,845                                                                       | 10,109,663 | 20,134,508 | [ 13 ] | 27,465   | 27,698   | 55,163   |
| 2012                                                                                 | 10,491,624                                                                       | 10,475,947 | 20,967,571 | [ 13 ] | 28,666   | 28,623   | 57,288   |
| 2013                                                                                 | 11,312,754                                                                       | 11,111,674 | 22,424,428 | [ 13 ] | 30,994   | 30,443   | 61,437   |
| 2014                                                                                 | 11,420,018                                                                       | 11,240,801 | 22,660,819 | [ 13 ] | 31,288   | 30,797   | 62,084   |
| 2015                                                                                 | 11,193,846                                                                       | 11,127,515 | 22,321,361 | [ 13 ] | 30,668   | 30,486   | 61,154   |
| 2016                                                                                 | 11,215,085                                                                       | 11,189,953 | 22,405,038 | [ 13 ] | 30,642   | 30,574   | 61,216   |
| 2017                                                                                 | 11,000,664                                                                       | 10,954,867 | 21,955,531 | [ 13 ] | 30,139   | 30,013   | 60,152   |
| 2018                                                                                 | 11,394,314                                                                       | 11,352,328 | 22,746,642 | [ 13 ] | 31,217   | 31,102   | 62,320   |
| 2019                                                                                 | 11,839,165                                                                       | 11,789,483 | 23,628,648 | [ 13 ] | 32,436   | 32,300   | 64,736   |
| 2020                                                                                 | 10,734,556                                                                       | 10,671,444 | 21,406,000 | [ 13 ] | 29,329   | 29,157   | 58,486   |
| 由于技术原因，此 旧版图表 已停用，並須迁移至 新版图表 。造成您的不便，我們深表歉意。 |                                                                                  |            |            |        |          |          |          |
|                                                                                      | 由于技术原因，此旧版图表已停用，並須迁移至新版图表。造成您的不便，我們深表歉意。 |            |            |        |          |          |          |

|  | 由于技术原因，此旧版图表已停用，並須迁移至新版图表。造成您的不便，我們深表歉意。 |

| 古亭町站（二戰前） | 古亭町站（二戰前） | 古亭町站（二戰前） | 古亭町站（二戰前） | 古亭町站（二戰前） | 古亭町站（二戰前） | 古亭町站（二戰前） |
| 年度               | 年間               | 年間               | 年間               | 年間               | 1日平均            | 1日平均            |
| 年度               | 上車               | 下車               | 上下車             | 來源               | 上車               | 上下車             |
| ------------------ | ------------------ | ------------------ | ------------------ | ------------------ | ------------------ | ------------------ |
| 沒資料             |                    |                    |                    |                    |                    |                    |
| 1929年度           | 6,887              | 6,575              | 13,462             | [ 14 ]             | 19                 | 37                 |
| 1930年度           | 7,806              | 6,492              | 14,298             | [ 14 ]             | 21                 | 39                 |
| 1931年度           | 10,946             | 9,421              | 20,367             | [ 14 ]             | 30                 | 56                 |
| 1932年度           | 14,898             | 11,895             | 26,793             | [ 14 ]             | 41                 | 73                 |
| 1933年度           | 15,977             | 11,906             | 27,883             | [ 15 ]             | 44                 | 76                 |
| 1934年度           | 16,271             | 13,356             | 29,627             | [ 15 ]             | 45                 | 81                 |
| 1935年度           | 17,961             | 15,750             | 33,711             | [ 15 ]             | 49                 | 92                 |
| 1936年度           | 19,557             | 15,895             | 35,452             | [ 16 ]             | 54                 | 97                 |
| 1937年度           | 16,213             | 17,642             | 33,855             | [ 16 ]             | 44                 | 93                 |
| 1938年度           | 19,364             | 23,041             | 42,405             | [ 16 ]             | 53                 | 116                |
| 1939年度           | 22,396             | 26,022             | 48,418             | [ 16 ]             | 61                 | 132                |
| 1940年度           | 30,247             | 33,375             | 63,622             | [ 16 ]             | 83                 | 174                |
| 沒資料             |                    |                    |                    |                    |                    |                    |

## 相片集

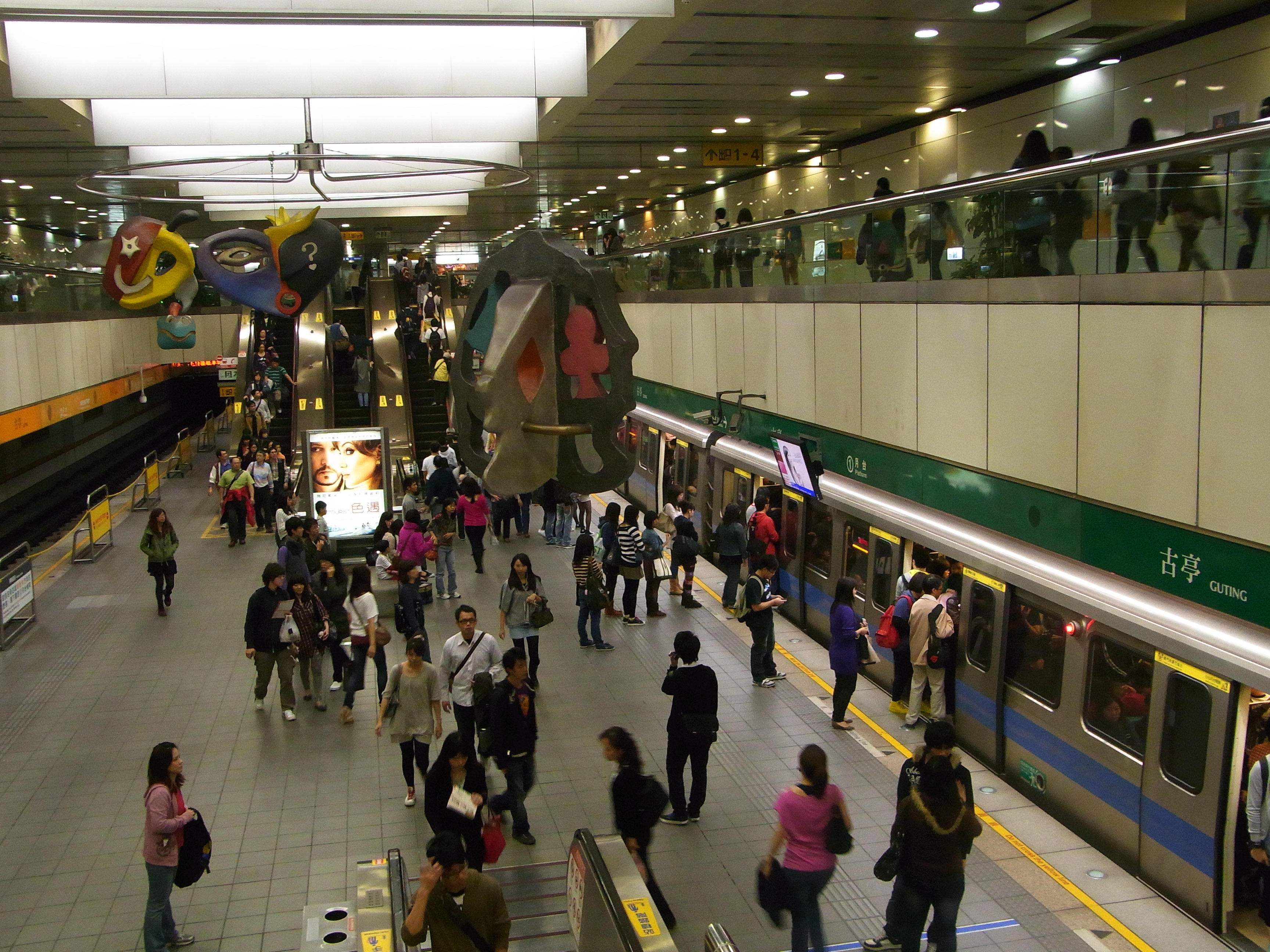
古亭站月台
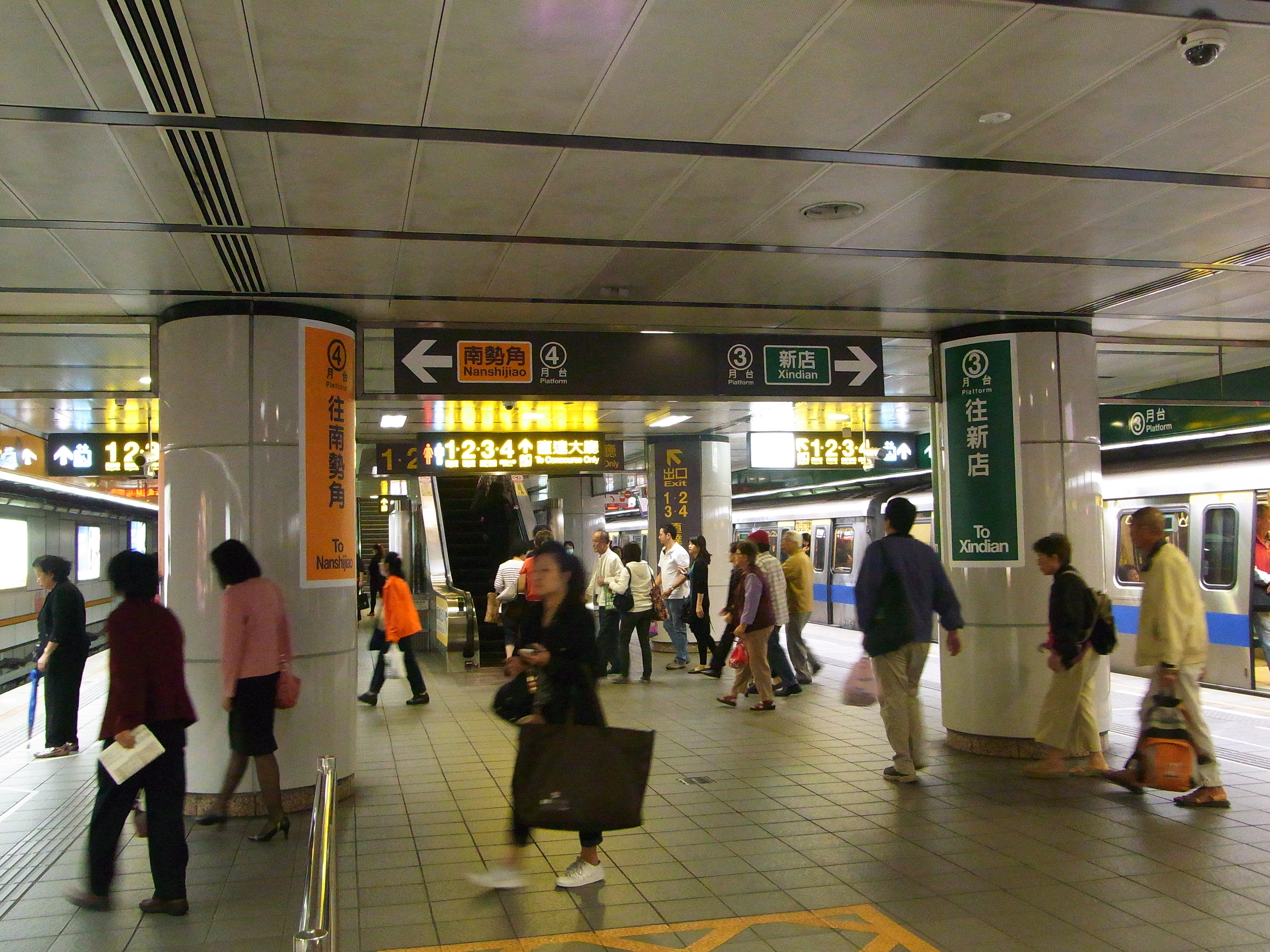
乘客於下層月台平行轉乘
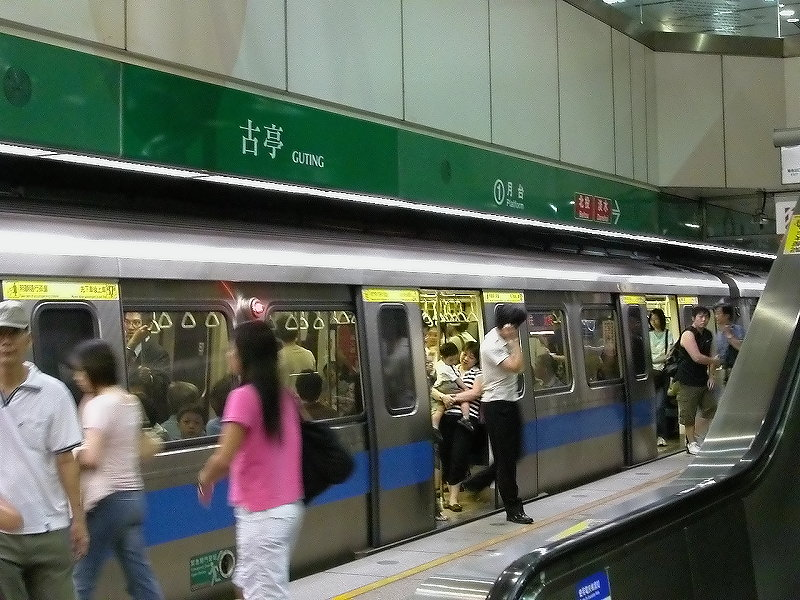
2012年以前往淡水、北投方向的1號月台
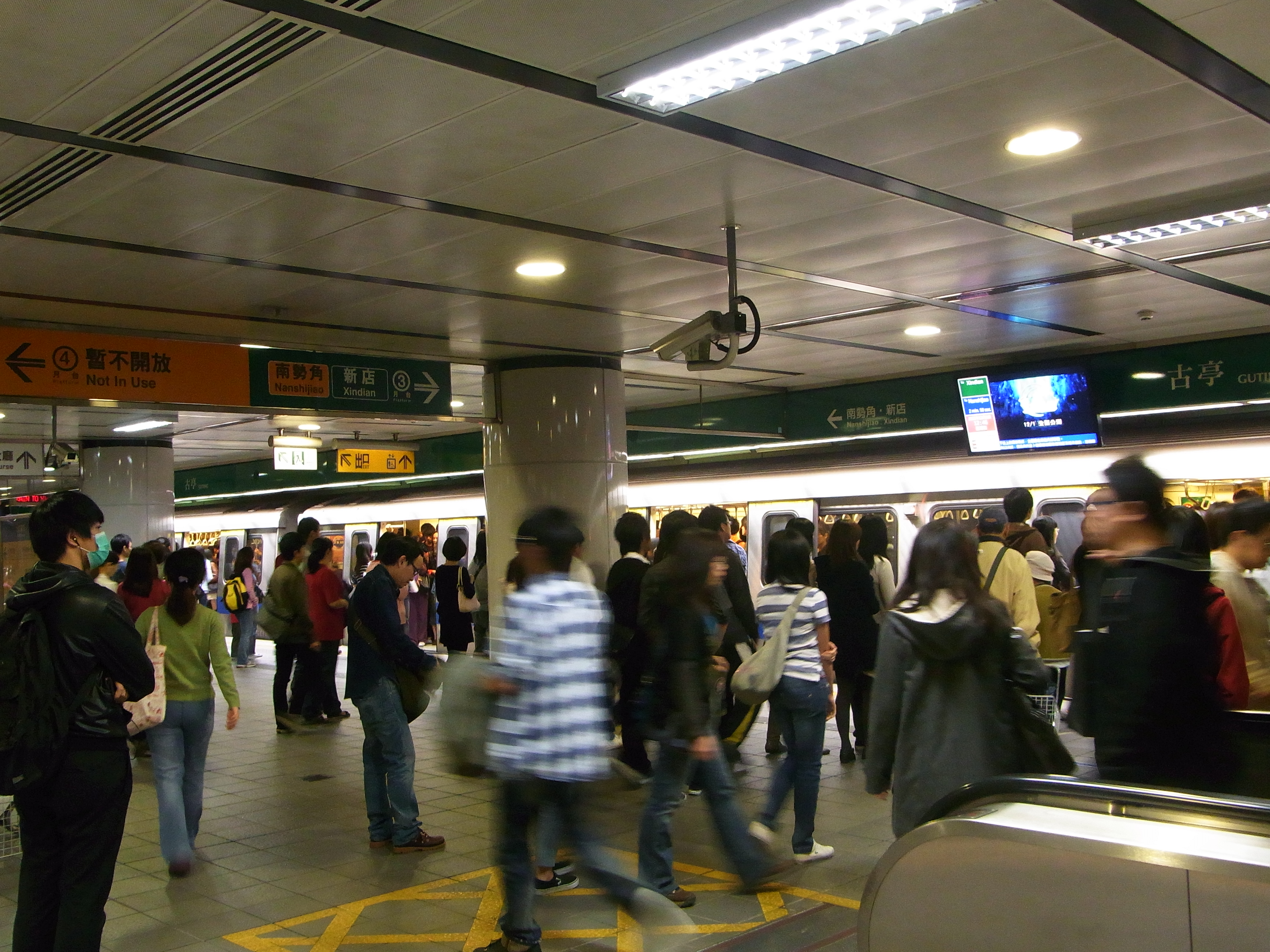
2012年以前往新店、南勢角方向的3號月台
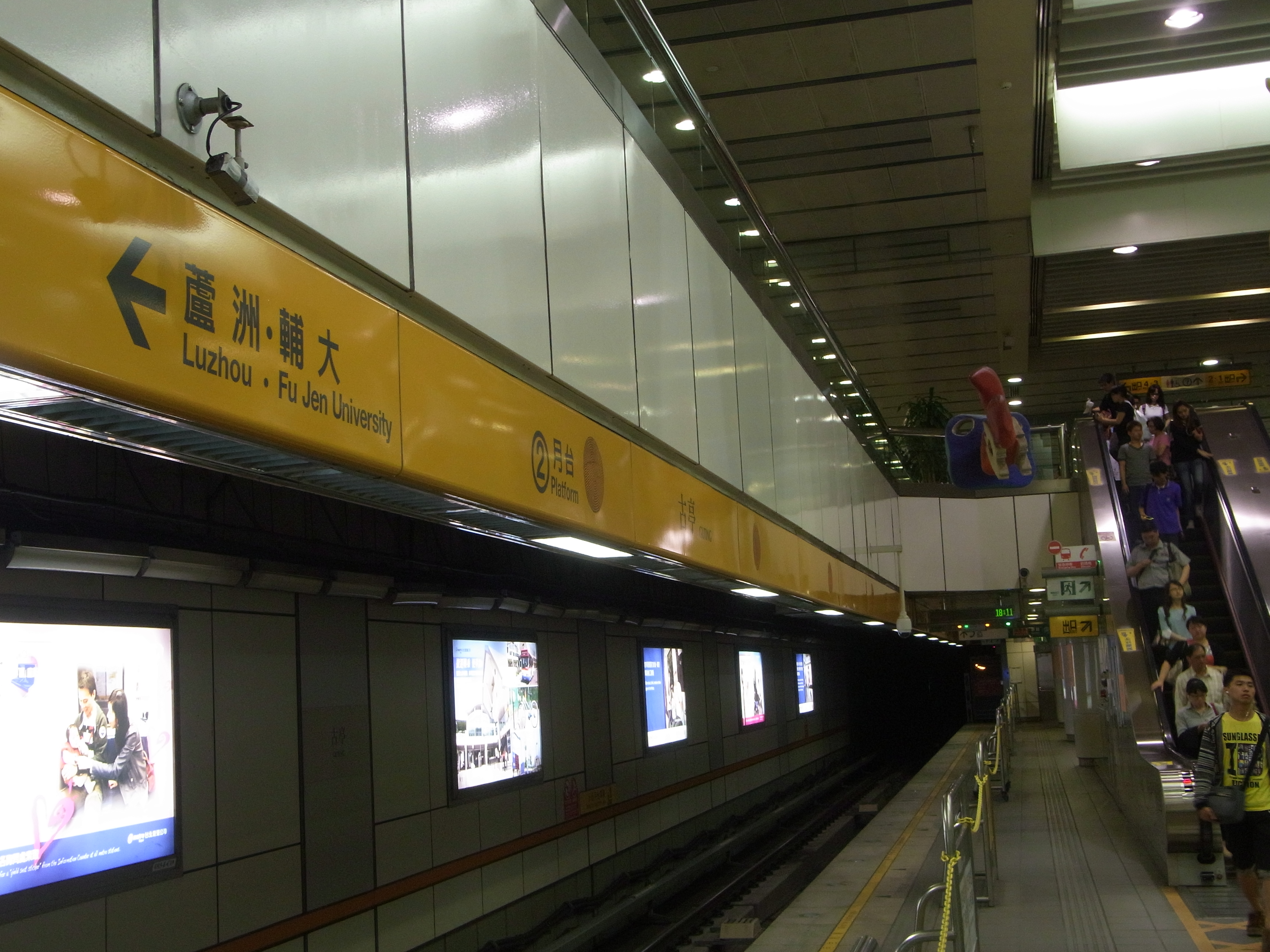
2012年尚未開放的古亭2號月台
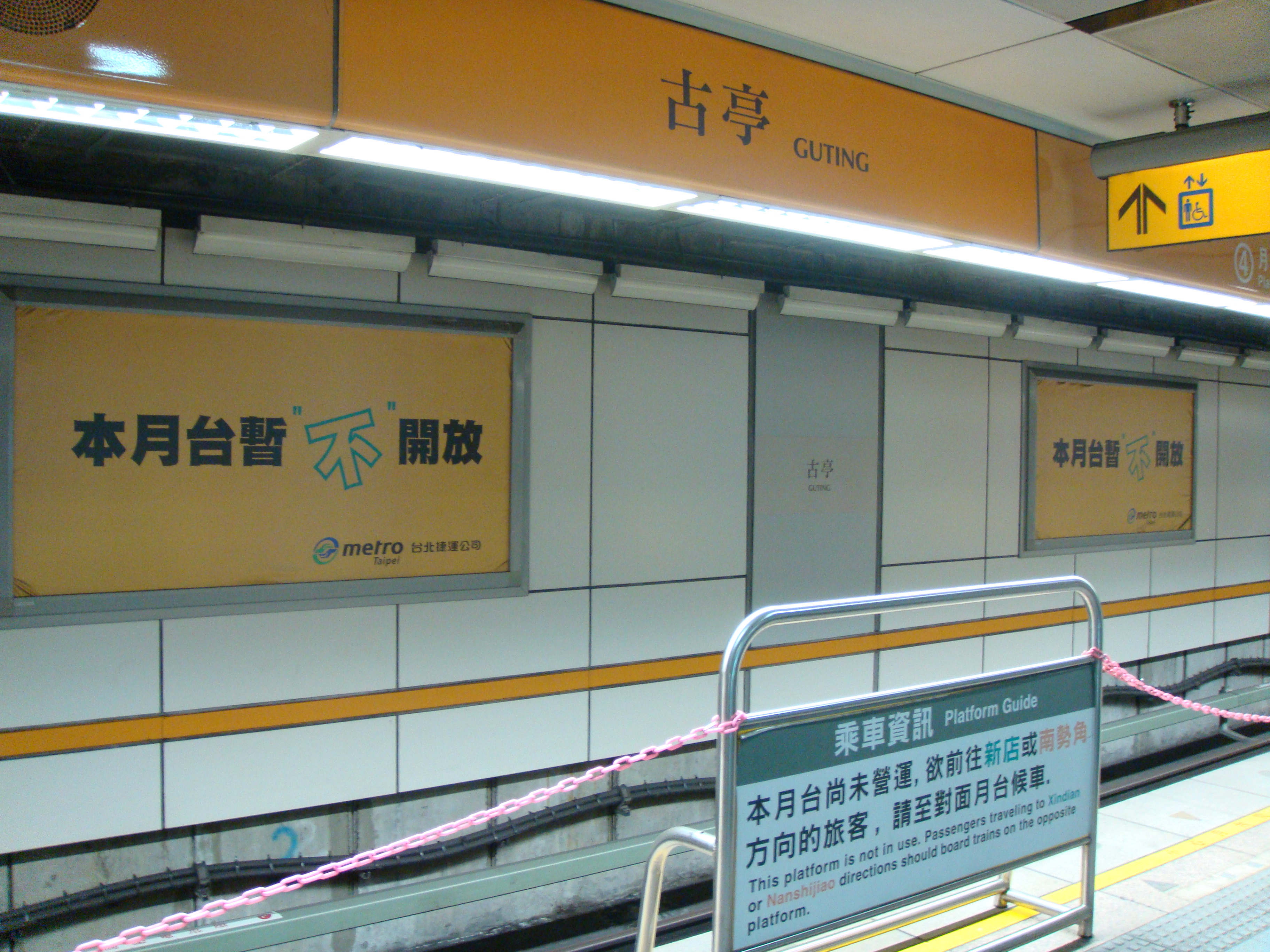
2012年以前尚未開放的4號月台

## 公共藝術
車站地下層挑高天花板設有一組12件的公共藝術作品－邂逅（都市臉譜），作者為李長發、曾英棟。由於車站鄰近台灣師範大學，因此委由該校美術系辦理徵選活動。每件作品均有兩面，表現出兩相對應的創作。

## 紀念章
藍天作底、大樹相襯的紀州庵，保有古色古香的日式建築風采，是臺北市第一個以文學為主題的藝文空間。車站旁的臺灣師範大學校園內四棟日治時期建築，都為當地帶來濃濃文藝氣息。

## 車站周邊
| | |
| - 中華民國經濟部 - 臺北市立聯合醫院（婦幼院區） - 郵政醫院 - 南昌公園 - 古亭市場 - 古亭地府陰公廟 - 十普寺 - 臺北市公共自行車租賃系統 - 捷運古亭站(2號出口) - 捷運古亭站(3號出口) - 捷運古亭站(5號出口) - 捷運古亭站(6號出口) - 捷運古亭站(7號出口) - 捷運古亭站(8號出口) - 捷運古亭站(9號出口) - 台北市立圖書館－王貫英紀念圖書館 - 強恕中學 - 紀州庵 | - 國語日報（位於本站與中正紀念堂站間） - 國立臺灣師範大學 - 明保宮（位於本站與東門站間） - 國家教育研究院編譯發展中心（原國立編譯館） - 國家教育研究院教科書發展中心（台北院區） - 國家教育研究院教育資源及出版中心（原國立教育資料館） - 臺北市中正區河堤國民小學 |

## 公車資訊
站牌名為《捷運古亭站（和平）》、《捷運古亭站（杭州）》、《羅斯福和平路口》、《南福板溪（南昌公園）》
| 編號          | 經營業者            | 區間                   | 備註                                                                                            |
| ------------- | ------------------- | ---------------------- | ----------------------------------------------------------------------------------------------- |
| 羅斯福路幹線  | 欣欣客運            | 動物園－台北車站       | 僅停靠 羅斯福和平路口 站牌                                                                      |
| 復興幹線      | 大都會客運          | 建國北路－景美         | 僅停靠 捷運古亭站（和平） 站牌                                                                  |
| 和平幹線      | 大都會客運          | 萬芳社區－衡陽路       | 僅停靠 捷運古亭站（和平） 站牌                                                                  |
| 1             | 欣欣客運            | 萬華－松仁路           | 停靠 捷運古亭站（杭州）、羅斯福和平路口、南福板溪（南昌公園）站牌                               |
| 18            | 欣欣客運            | 萬華－捷運麟光站       | 僅停靠 捷運古亭站（和平） 站牌                                                                  |
| 208           | 指南客運            | 新店－大直             | 僅停靠 羅斯福和平路口 站牌                                                                      |
| 208區間車     | 指南客運            | 新店－捷運圓山站       | 僅停靠 羅斯福和平路口 站牌                                                                      |
| 214           | 中興巴士            | 中和－內湖             | 停靠 捷運古亭站（和平）、南福板溪（南昌公園）站牌                                               |
| 214直         | 中興巴士            | 中和－松山機場         | 停靠 捷運古亭站（和平）、南福板溪（南昌公園）站牌                                               |
| 235           | 首都客運            | 新莊－國父紀念館       | 僅停靠 捷運古亭站（和平） 站牌                                                                  |
| 237           | 欣欣客運            | 富德－金甌女中         | 停靠捷運古亭站（和平）、捷運古亭站（杭州）站牌                                                  |
| 241           | 台北客運            | 中和－博愛路           | 屬於新北市區公車。 僅停靠 南福板溪（南昌公園） 站牌                                             |
| 243           | 台北客運            | 中和－捷運西門站       | 屬於新北市區公車。 僅停靠 南福板溪（南昌公園） 站牌                                             |
| 251           | 欣欣客運            | 深坑－台北車站         | 僅停靠 羅斯福和平路口 站牌                                                                      |
| 252           | 欣欣客運            | 富德－台北車站         | 僅停靠 羅斯福和平路口 站牌                                                                      |
| 254           | 欣欣客運            | 大鵬新城－民生社區     | 僅停靠 捷運古亭站（和平） 站牌                                                                  |
| 278           | 欣欣客運            | 捷運景美站－捷運內湖站 | 僅停靠 捷運古亭站（和平） 站牌                                                                  |
| 278區間車     | 欣欣客運            | 捷運景美站－新益里     | 僅停靠 捷運古亭站（和平） 站牌                                                                  |
| 295           | 欣欣客運            | 富德－台北車站         | 僅停靠 捷運古亭站（和平） 站牌                                                                  |
| 295副線       | 欣欣客運            | 富德－台北車站         | 行經芳蘭路。 僅停靠 捷運古亭站（和平） 站牌                                                     |
| 297           | 大都會客運          | 中和－成功中學         | 停靠 捷運古亭站（杭州）、羅斯福和平路口站牌                                                     |
| 568           | 欣欣客運            | 萬華－捷運麟光站       | 停靠 捷運古亭站（和平）、南福板溪（南昌公園）站牌                                               |
| 606           | 大都會客運          | 萬芳社區－榮總         | 僅停靠 捷運古亭站（和平） 站牌                                                                  |
| 644           | 新店客運            | 青潭－博愛路           | 停靠 捷運古亭站（杭州）、羅斯福和平路口站牌                                                     |
| 648           | 新店客運            | 錦繡－台北車站         | 停靠 捷運古亭站（杭州）、羅斯福和平路口站牌                                                     |
| 660           | 指南客運            | 深坑－圓環             | 僅停靠 羅斯福和平路口 站牌                                                                      |
| 663           | 首都客運            | 新莊－國父紀念館       | 僅停靠 捷運古亭站（和平） 站牌                                                                  |
| 670           | 欣欣客運            | 華夏科技大學－台北車站 | 停靠 捷運古亭站（和平）、南福板溪（南昌公園）站牌                                               |
| 672           | 欣欣客運            | 大鵬新城－民生社區     | 僅停靠 捷運古亭站（和平） 站牌                                                                  |
| 706           | 台北客運            | 三峽－西門             | 屬於新北市區公車。 僅停靠 南福板溪（南昌公園）站牌                                              |
| 849           | 新店客運            | 烏來－台北車站         | 部分班次繞駛屈尺社區，三段收費。 屬於新北市區公車。 停靠 捷運古亭站（杭州）、羅斯福和平路口站牌 |
| 907           | 欣欣客運            | 萬華－汐止             | 停靠 捷運古亭站（和平）、南福板溪（南昌公園）站牌                                               |
| 949           | 指南客運            | 深坑－捷運古亭站       | 僅停靠 捷運古亭站（和平） 站牌                                                                  |
| 藍28          | 欣欣客運            | 景明街口－東園         | 停靠 捷運古亭站（杭州）、羅斯福和平路口、南福板溪（南昌公園）站牌                               |
| 內科通勤專車2 | 中興巴士            | 中和高中－內湖科技園區 | 停靠 捷運古亭站（和平）、南福板溪（南昌公園）站牌                                               |
| 內科通勤專車3 | 大都會客運 台北客運 | 駕訓中心－內湖科技園區 | 停靠 捷運古亭站（和平）、南福板溪（南昌公園）站牌                                               |
| 懷恩專車S34   | 臺北客運            | 捷運古亭站－二殯       | 僅停靠 捷運古亭站（和平） 站牌                                                                  |

## 腳註

### 來源資料
1. ↑   (新闻稿). 台北捷運. 2016-04-11  [2016-04-11]. （原始内容存档于2016-04-11） （中文（臺灣））.
2. 1 2  . 臺北大眾捷運股份有限公司. 2021-01-15.
3. 1 2  .   [2014-08-09]. （原始内容存档于2013-10-04）.
4. ↑  .   [2014-08-09]. （原始内容存档于2013-11-13）.
5. ↑  . 2017年12月  [2011-12-16]. （原始内容存档于2013-11-13）.
6. ↑  本站為中和線端點車站，在中和線與新蘆線貫通前，自南勢角駛來的列車需經本站南側之橫渡線換軌至新店線以開往中正紀念堂站，故使用新店線之一、三月台。
7. 1 2 3  . 台北市政府. 2016-08-30  [2017-06-05]. （原始内容存档于2017-06-05）.
8. 1 2  . 蘋果日報. 2017-06-05  [2017-06-05]. （原始内容存档于2017-06-05）.
9. 1 2  鐵道省. . 國立國會圖書館. 1937年12月: 頁538  [2020-10-05]. （原始内容存档于2020-01-30）.（日語）
10. ↑  其中「車站－中正紀念堂」段屬於淡水線、「中正紀念堂－古亭」段屬於新店線、「古亭－南勢角」段屬於中和線
11. 1 2 3 4 5 6  徐榮崇. . 臺北市文獻委員會. 2015年12月  [2020-01-04]. ISBN 9789860469875. （原始内容存档于2020-12-07）.
12. ↑  . 蘋果日報. 2003-11-24  [2020-12-27]. （原始内容存档于2021-01-12） （中文（臺灣））.
13. ↑  . 臺北市交通統計資料庫查詢系統. 2019-04-10  [2019-05-05]. （原始内容存档于2019-07-13）.
14. ↑  臺北市役所.  昭和七年. 臺北市役所. 1934: 頁132–133. 國家圖書館 臺灣記憶
15. ↑   (PDF). 臺北市役所 昭和十年度 (山口大學圖書館 數位典藏). 1937年1月: 頁140–141  [2022-01-13]. （原始内容 (PDF)存档于2022-01-13）.
16. ↑  臺北市役所. .  昭和十五年. 國立臺灣大學臺灣法實證研究資料庫 臺灣日治時期統計資料庫. 1942: 178–179  [2022-01-13]. （原始内容存档于2020-11-25）.
17. ↑  邂逅(都會臉譜) （页面存档备份，存于）.臺北市政府捷運工程局-新店線.108-11-18
18. ↑  陳椿亮. . 台北大眾捷運股份有限公司. 2002.

- 臺北市商業處-商圈介紹-南昌家具(商圈)（页面存档备份，存于）

## 外部連結
- 臺北大眾捷運股份有限公司（页面存档备份，存于）
- 臺北市政府捷運工程局（页面存档备份，存于）
- 古亭站位置圖（台北捷運公司）（页面存档备份，存于）
- 古亭站車站剖面相關位置圖（台北捷運公司）（页面存档备份，存于）
- 販賣店現況 （页面存档备份，存于）